# Лепреј
Лепреј је у грчкој митологији био син Каукона и Астидамије, мада се као његови могући очеви помињу и Глаукон и Пиргеј.

## Митологија
Лепреј се сматрао оснивачем града Лепреја у Аркадији, који је заправо добио назив по болести лепри од које су патили рани колонисти овог града (његово име иначе значи „крастав“). Он је подговорио Аугија да окује Херакла када буде затражио да му плати за чишћење његових штала. Када је чула да се Херакле запутио ка њима, Лепрејева мајка је замолила сина да се извини јунаку. Он је то и учинио, а Херакле прихватио извињење. Међутим, изазвао га је на необично такмичење које се састојало у три дисциплине. Прва је била бацање диска, друга надметање у испијању вина, а трећа у такмичењу ко ће први да поједе вола. Тек у трећој дисциплини је Лепреј победио, али га је то толико понело да је изазвао Херакла на двобој. Овај га је убио већ првим ударцем. Лепрејев гроб је приказиван у Фигалији, а Херакле је стекао надимак Буфаг („онај који једе волове“).